# Alfred Hardy (läkare)
Alfred Louis Philippe Hardy, född den 30 november 1811 i Paris, död där den 23 januari 1893, var en fransk dermatolog.
Hardy blev medicine doktor 1836 i Paris, där han 1839 blev chef de clinique under Pierre Fouquier vid Hôpital de la Charité. År 1847 erhöll han sin agrégation vid medicinska fakulteten i Paris och fyra år senare efterträdde han Jean Guillaume Auguste Lugol som chef de service vid Hôpital Saint-Louis. Under åtskilliga år höll han dermatologiska föreläsningar på sjukhuset. År 1867 efterträdde han Jules Béhier på lärostolen i invärtespatologi vid universitetet och 1876 lärostolen i klinisk medicin vid Hôpital Necker. År 1867 blev han ledamot av Académie de médecine.